# 6740 Goff
A 6740 Goff (ideiglenes jelöléssel 1993 GY) a Naprendszer kisbolygóövében található aszteroida. Carolyn Shoemaker és Eugene Merle Shoemaker fedezte fel 1993. április 14-én.